# 鎌倉圭
鎌倉 圭（かまくら けい、1979年7月30日 - ）は、日本の実業家、広告クリエイター、音楽プロデューサー、税理士、シンガーソングライター、作家。
株式会社エスプロックス(広告代理店) 代表取締役。株式会社ニュースタッフプロダクション(お笑い芸能プロダクション) 代表取締役。株式会社ディネアンドインディー(モデル・タレント事務所)代表取締役。株式会社TIKA&GROSS（アパレル会社）代表取締役。株式会社ベルローズ（婦人用下着メーカー）代表取締役。税理士法人フォーエイト 代表税理士。行政書士法人フォーエイト 代表行政書士。
長野県諏訪市出身。長野県諏訪清陵高等学校卒業。血液型はB型。

## 略歴
不動産会社を営む父と、自身でブティックを営む母のもと次男として生まれる。5才上の兄の影響で音楽に興味を持ち、TM NETWORKに心酔。高校時代は父の会社を継ぐため建築学部を受験するが失敗。さらに山一證券破綻問題で建設業界は斜陽になったことを機に税理士を目指すことに。両親を苦しめた税務署をみて両親をサポートしたいと。
東京に上京後、7年かけて税理士試験に合格する。インターネットオーディションサイト"ミュージックもん(Musicman-NET)"に自作曲を公開したところ話題となる。その間にレコード会社の経理部でアルバイトをしていたことも手伝い、TM NETWORKの所属事務所代表の青木高貴から「デビューしないか」と声をかけられミュージシャンに転向。税理士試験合格の一週間後の出来事だった。所属した事務所先ではシンガーの他に音楽プロデューサー、経理部長も兼任、三足のわらじを履くことに。
2年間音楽活動に専念したのち、税理士事務所に勤務、税理士法人を設立。現在は税理士紹介ポータルサイト「税理士ドットコム」で紹介数・成約数が2016年、2017年 第1位を獲得。広告代理店、お笑い芸能プロダクション、ウェブ制作会社と事業拡大。現在は6社の代表取締役を務める経営者、実業家の顔も持つ。

## 経歴
- 1979年7月30日：長野県諏訪市に生まれる
- 1992年3月：諏訪市立高島小学校卒業
- 1995年3月：諏訪市立諏訪中学校卒業
- 1998年3月：長野県諏訪清陵高等学校卒業
- 2006年12月：税理士試験に合格。本格的に音楽活動を開始する
- 2007年7月：1stアルバム「love activity」を全国リリース
- 2007年：メモリーソング株式会社（現：株式会社エスプロックス）を設立し、代表取締役社長に就任
- 2008年7月：配信限定シングル「K!Tunes」リリース
- 2008年9月：配信限定シングル「キズナ/デジタル難民」リリース[4]
- 2008年10月：2ndアルバム「Social Network」リリース
- 2009年：音楽の現場を離れて税理士事務所に勤務
- 2010年：税理士事務所を退職。「株式会社エスプロックス」の代表取締役社長として、広告代理店の経営を始める
- 2012年：お笑い芸能プロダクション「株式会社ニュースタッフプロダクション」を設立
- 2016年：税理士法人フォーエイトを設立
- 2017年：モデル・タレント事務所「株式会社ディネアンドインディー」をグループ化し、代表取締役社長に就任
- 2017年：沖縄発のアイドル「OBP」のプロデューサーに就任
- 2018年：OBP「汐留ロコドル甲子園2018」で優勝
- 2019年：税理士法人フォーエイトが税理士紹介サイト「税理士ドットコム」の顧問税理士部門で3年連続1位を獲得
- 2019年4月：OBP・1stアルバム「Progress」リリース
- 2019年11月：OBP・2ndアルバム「Stream」リリース
- 2020年：アイドルコンセプトカフェ「:Dshiodome+」を開店
- 2020年：行政書士法人フォーエイトを設立
- 2021年：アパレル会社「株式会社TIKA&GROSS」をグループ化し、代表取締役に就任[5]
- 2021年12月：OBP・3rdアルバム「Scramble」リリース
- 2022年：婦人用下着メーカー「株式会社ベルローズ」をグループ化し、代表取締役に就任[6]
- 2024年10月：OBP・4th 配信Single「超絶すき」リリース
- 2024年12月：広告代理店「株式会社伝々虫」を子会社化し、代表取締役に就任
- 2025年4月：「株式会社伝々虫」を「株式会社エスプロックス」に吸収合併し競争力の強化を図る

## 作品

### アルバム
| 枚  | 発売日         | タイトル       | iTunes Storeチャート | 収録曲 | 販売形態 | 発売元             | 販売元                  | 商品コード | 備考 |
| --- | -------------- | -------------- | -------------------- | --- | -------- | ------------------ | ----------------------- | ---------- | --- |
| 1st | 2007年7月4日   | love activity  | 5位                  | ・女体マーケット ・泡 ・皮肉な方程式 ・手本 ・七泊八日のレンタルラブ ・鬼ごっこ ・マシーンの涙 ・バランス ・犠牲者 ・ハサミ ・綺麗な空                                            | CD       | TEAM Entertainment | Sony Music Distribution | KDSD-00139 | *収録曲「女体マーケット」は、iTunes Storeが推薦する"今週のシングル"に選ばれた *収録曲「鬼ごっこ」は、PlayStation 3用RPG『アガレスト戦記』の主題歌に起用された                                                                                      |
| 2nd | 2008年10月29日 | Social Network | 1位                  | ・デジタル難民 ・じらし果実 ・ビニール傘 ・期待はずれ ・性三角形 ・ワラ人形 ・カブキ蝶 ・本当のこと ・バケモノ ・話してみてよ ・シックスナイン ・違った世界 ・キズナ ・大事なこと | CD       | TEAM Entertainment | Sony Music Distribution | KDSD-00242 | *2008年のiTunes・ベスト・インディーズアルバムを受賞 *収録曲「デジタル難民」は、テレビ東京系『モヤモヤさまぁ～ず2』のエンディングテーマに起用されている *収録曲「キズナ」は、Xbox 360用RPG『アガレスト戦記 リアピアランス』の主題歌に起用されている |

## 書籍
- ミクシィ、グリー、モバゲー、フェイスブックで売上を2倍にする方法（2012年3月9日、ダイヤモンド社）ISBN 978-4-02-331620-1
- ナンバー1税理士がすべて教える！相続税完全攻略法（2017年9月20日、朝日新聞出版）ISBN 978-4-478-02043-2[11]
- 経費で落とす！領収書がわかる本（2017年12月27日、自由国民社）ISBN 978-4426122898
- 仕事で認められる人は、見えないところで何をしているのか? (2018年3月22日、クロスメディア・パブリッシング）ISBN 978-4295401704
- ようこそ! フリーランス1年生 ぶっちゃけ知らないと損する税金と領収書の教科書（2020年12月15日、宝島社）ISBN 978-4299012074